# Austrandesia argentina
Austrandesia argentina là một loài bướm đêm trong họ Noctuidae.